# Marigny-le-Châtel

Marigny-le-Châtel este o comună în departamentul Aube din nord-estul Franței. În 1 ianuarie 2022 avea o populație de 1.753 de locuitori.